# AFK Linköping
AFK Linköping var en fotbollsklubb i Linköping. Föreningen bildades 2012, sedan BK Kenty och IK Östria Lambohov slagit samman sina verksamheter. 
Säsongen 2021 skulle man ha spelat i Division 4 Östergötland Västra, men man valde att dra sig ur serien för att istället satsa allt på FC Linköping City. Spelarna som fortfarande var kvar i truppen blev en del av det återuppstartade U19 laget i FC Linköping City.

## Grundande
Inför säsongen 2012 ingick BK Kenty och IK Östria Lambohov en fusion. Föreningen gick in och spelade sin första säsong i Division 3 Nordöstra Götaland.
Den 8 oktober 2018 meddelade man att man skulle slå sig ihop med FC Linköping City och därmed bli ett farmarlag. Säsongerna 2018 och 2019 spelade man i Division 2 Södra Svealand innan man till slut åkte ur 2019 och därmed är tillbaka i Division 3 Nordöstra Götaland säsongen 2020. 
Säsongen 2020 gick trögt och i och med Covid-19 pandemin så spelades serien som enkelserie. AFK Linköping lyckades inte vinna någon av de 11 matcherna, man tog som bäst 3 poäng och slutade sist i serien, 12:a. Därmed så spelar man i Division 4 Östergötland säsongen 2021
Inför premiären av Division 4 Östergötland så meddelade man att man skulle dra sig ur seriespelet och därmed lägga ner laget, spelarna som var kvar i truppen blev en del att det nyuppstartade U19 laget inom FC Linköping City.